# 埃克塞爾西奧鎮區 (密歇根州)
埃克塞爾西奧鎮區（英語：Excelsior Township）是位於美國密歇根州卡爾卡斯卡縣的一個行政鎮區。

## 地方資料
埃克塞爾西奧鎮區的面積為93.80平方千米，當中陸地面積為91.50平方千米，而水域面積為2.30平方千米。根據2020年美國人口普查的數據，當地共有人口991人，而人口密度為每平方千米10.57人。